# Gejzer Waimangu
Gejzer Waimangu – gejzer usytuowany w pobliżu Rotorua w Nowej Zelandii, kiedyś był to najpotężniejszy gejzer na świecie. Zaczął funkcjonować po erupcji Mount Tarawera z 1886 roku – powstała wówczas 8-kilometrowa szczelina, przez którą wydobywała się gorąca woda. 
Pierwszy wybuch gejzeru nastąpił w 1900 roku. W czasie wybuchów woda wzbijała się na 460 m wysokości, przez co Waimangu wzbudzał zainteresowanie na całym świecie. Przestał wyrzucać wodę w wyniku osunięcia się ziemi 1 listopada 1904 i od tamtej pory jest już nieczynny. 
Gejzer czasami wyrzucał „czarną wodę”. Od tego też wzięła się jego nazwa, która to właśnie oznacza w języku Maorysów.
W dniu 31 sierpnia 1903 czworo turystów zignorowało instrukcje co do bezpiecznej odległości i podeszło zbyt blisko krawędzi. Wszyscy zginęli w nagłym wybuchu gejzeru.

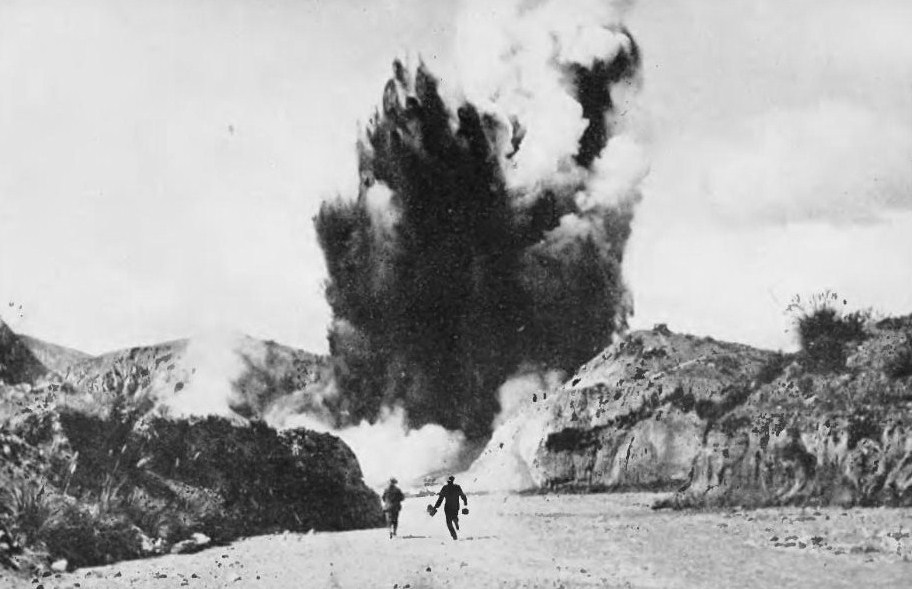
Erupcja gejzera
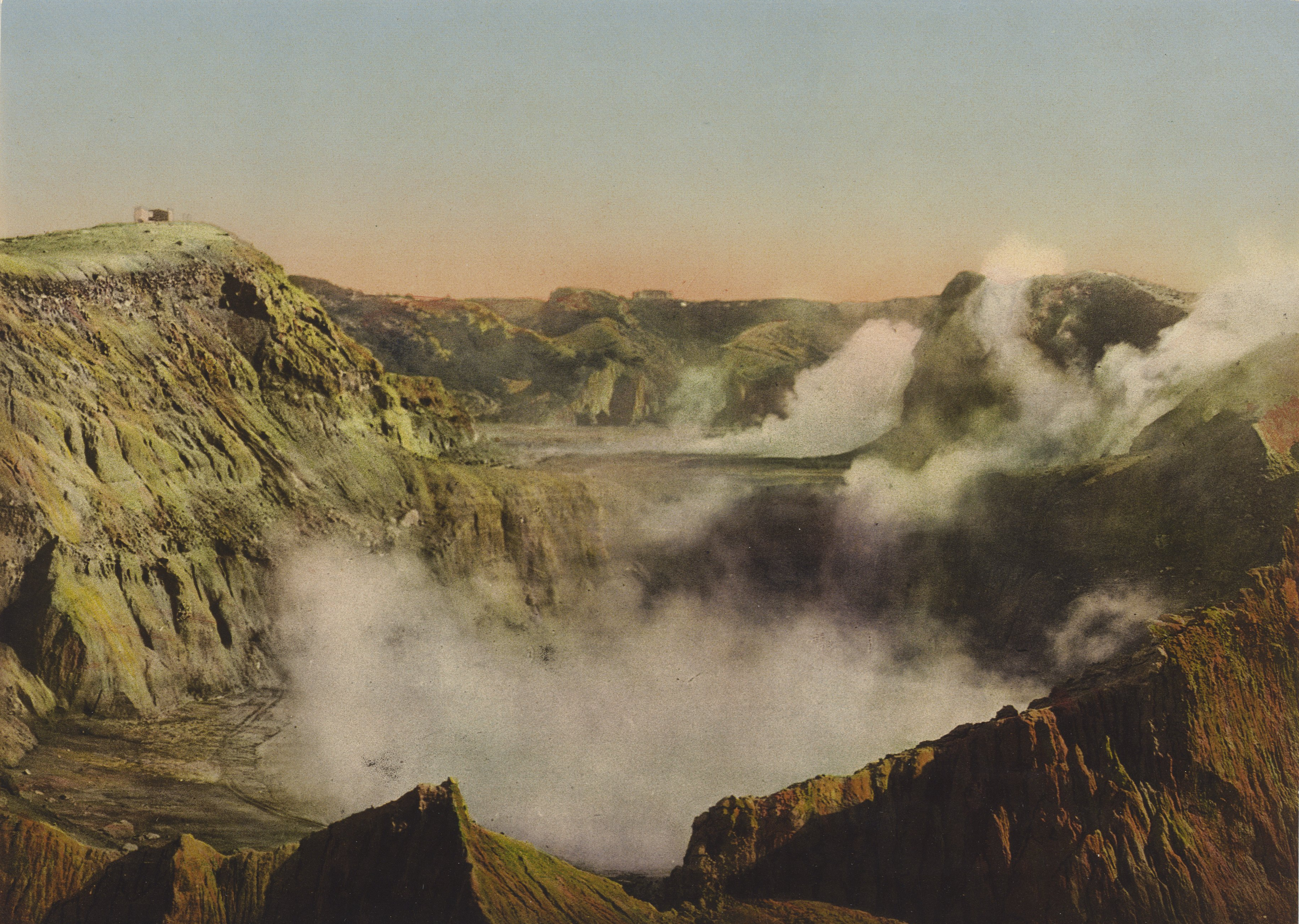
Gejzer Waimangu około roku 1910
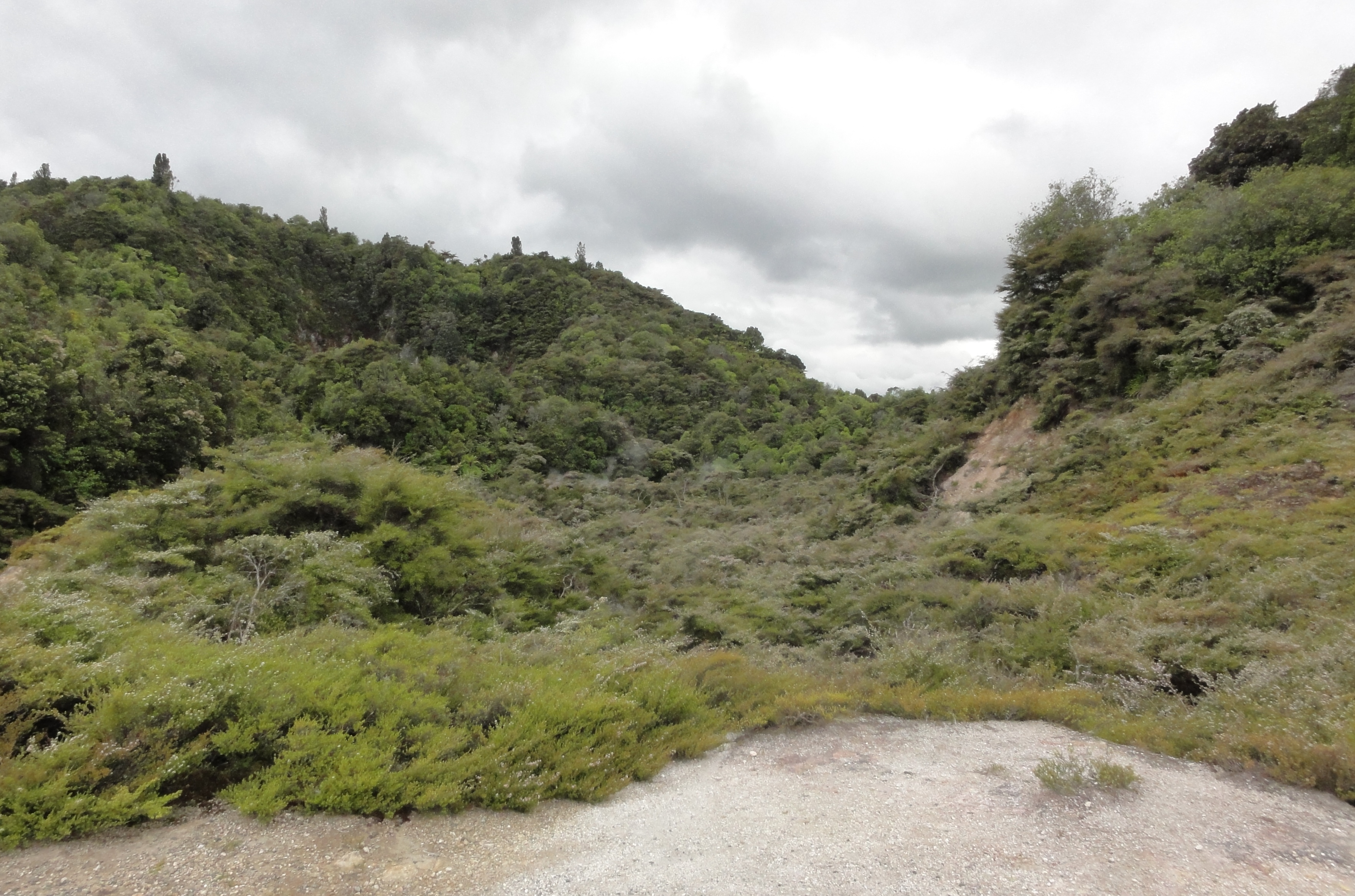
Wygląd miejsca, w którym istniał gejzer (2011)